# Arthur Southern
Arthur George Heron Southern (Sowerby Bridge, West Yorkshire, 26 de març de 1883 – Swanage, Dorset, 5 de juny de 1940) va ser un gimnasta artístic anglès que va competir a començament del segle xx.
El 1912 va prendre part en els Jocs Olímpics d'Estocolm, on va guanyar la medalla de bronze en el concurs complet per equips del programa de gimnàstica.